# Gau de Baden
El Gau de Baden (Gau Baden), posteriorment anomenat Gau de Baden-Alsàcia (Gau Baden-Elsaß) o Gau de l'Alt Rin (Gau Oberrhein), va ser una divisió administrativa de l'Alemanya nazi de 1933 a 1945 a l'estat alemany de Baden i a partir de 1940 de la regió d'Alsàcia. Abans d'això, de 1926 a 1933, era la subdivisió regional del partit nazi en aquesta zona.
El sistema nazi de Gau (en plural Gaue) va ser establert originalment en una conferència del partit, el 22 de maig de 1926, per tal de millorar l'administració de l'estructura del partit. A partir de 1933, després de la presa de poder nazi, els Gaue va reemplaçar cada vegada més als estats alemanys com a subdivisions administratives a Alemanya. El 1940, després que Alemanya ocupés la regió francesa d'Alsàcia, el Gau de Baden va incorporar els dos departaments alsacians de Baix Rin i Alt Rin, convertint-se en Baden-Alsàcia. La seu de l'administració de Gau era originalment Karlsruhe, però es va traslladar a Estrasburg després de l'ocupació alemanya de França.
Al capdavant de cada Gau es va situar un Gauleiter, una posició cada vegada més poderosa, especialment després de l'esclat de la Segona Guerra Mundial, amb poca interferència des de dalt. El Gauleiter local freqüentment ocupava càrrecs governamentals i de partit, i s'encarregava, entre altres coses, de la propaganda i la vigilància i, a partir de setembre de 1944, el Volkssturm i la defensa de la Gau.
La posició de Gauleiter a Baden va ser ocupada per Robert Wagner durant tota l'existència del Gau. Wagner va ser executat el 14 d'agost de 1946 a Estrasburg pels seus crims durant l'ocupació d'Alsàcia. Els seus diputats van ser Karl Lenz (1926-31), Walter Köhler (1931-33) i Hermann Röhn (1934-45).
El camp de concentració de Natzweiler-Struthof estava situat a la part alsaciana del Gau.

## Gauleiters
- 1926-1945: Robert Wagner